# Cima de Vila (Arzúa)
Cima de Vila es una aldea española, actualmente despoblada, que forma parte de la parroquia de Marojo, del municipio de Arzúa, en la provincia de La Coruña.